# 不思議どっとテレビ。これマジ!?
『不思議どっとテレビ。これマジ!?』（ふしきどっとテレビ これマジ）は、2001年4月14日から2002年3月16日まで、テレビ朝日系列で放送されていたバラエティ番組である。放送時間は、毎週土曜19:00 - 20:00(JST)。

## 概要
世界各国で巻き起こった超常現象や怪奇現象などを検証していく番組として放送された。メイン司会は爆笑問題が務め、情報コーナー「これマジ!?ステーション」の司会は太田真一郎が担当した。紹介する内容のタイトルを発表する際、アニメ『ルパン三世』と同じ形式(タイプライターの打刻音風の効果音と共に一文字ずつアップになり、全てアップで表示された後、ジングルと共に全文が表示される。)が用いられ、同作と同じBGMが使用された。
レギュラー放送終了後、2002年4月13日・10月12日にスペシャル版が放映された。
ダイエット実験、ミステリー・サークル、スカイフィッシュなど放送後に話題となった企画も多く放送された。
メインMCの爆笑問題が日曜19時枠（『決定!これが日本のベスト100』）の司会に移行するため、本番組は2002年3月に終了した。
テレビ朝日の土曜19時枠は、アニメ枠が移動し、バラエティ番組が放送されるようになった1997年10月以降、あらゆる番組が開始から半年以内で終了する中、本番組は初めて1年間放送された。本番組の終了後、土曜19時枠は5年ぶりに再び30分単位に分割されアニメ枠が復活、2004年10月まで続いた。

## 問題点
番組内では、幾度かにわたって“アポロ計画捏造説”を紹介している。捏造説の詳細については、「アポロ計画陰謀論」の項を参照。
エドウィン・オルドリン宇宙飛行士など関係者に取材するなどした後、数度にわたって番組を放送したが、番組を観た視聴者の一部から編集方法に偏りがあるとの苦情が放送と青少年に関する委員会へ寄せられ、委員会よりテレビ朝日へ苦情に対する回答要請が出された。
これに対してのテレビ朝日の回答は、「『これマジ!?』という番組は、世の中のありとあらゆる不思議ネタを紹介するという狙いの番組です」と前置きし、「最後は、デヴィ夫人がMCや他のゲストたちに『月の土地』をプレゼントすることで、いつか自分の目で確かめに行ってくださいという締めくくりになっています。また、スタジオでの出演者の意見も肯定・否定の双方を取り上げると同じに、番組的な結論までは出していません」と、開き直ったかのような内容だったため、さらに苦情が殺到。結果、当初は年に1～2回の放送する予定だった本番組の特別番組について、2002年10月12日のスペシャル版以降は断念せざるをえなくなった。
ちなみに、番組内で紹介されたアポロ計画捏造説の元ネタ（映像・音声などの資料も含む）はイギリスで製作されたジョーク番組である。このジョーク番組はイギリスやアメリカで放映されたが、ジョーク番組であると明示したエンドクレジットが挿入されて放映された上、口頭でもエイプリルフールである旨を伝えたため、欧米の視聴者の間に日本のような混乱は起きなかった。欧米ではこういった報道番組やドキュメンタリーの形式を用いたジョーク番組はたびたび制作されているが、中には『第三の選択』などのように視聴者が真に受けてしまったり、日本のテレビ局が実話であるかのように紹介したものもある。

## ネット局
| 放送対象地域  | 放送局           | 系列           | ネット形態 |
| ------------- | ---------------- | -------------- | ---------- |
| 関東広域圏    | テレビ朝日       | テレビ朝日系列 | 制作局     |
| 北海道        | 北海道テレビ     | テレビ朝日系列 | 同時ネット |
| 青森県        | 青森朝日放送     | テレビ朝日系列 | 同時ネット |
| 岩手県        | 岩手朝日テレビ   | テレビ朝日系列 | 同時ネット |
| 宮城県        | 東日本放送       | テレビ朝日系列 | 同時ネット |
| 秋田県        | 秋田朝日放送     | テレビ朝日系列 | 同時ネット |
| 山形県        | 山形テレビ       | テレビ朝日系列 | 同時ネット |
| 福島県        | 福島放送         | テレビ朝日系列 | 同時ネット |
| 新潟県        | 新潟テレビ21     | テレビ朝日系列 | 同時ネット |
| 長野県        | 長野朝日放送     | テレビ朝日系列 | 同時ネット |
| 静岡県        | 静岡朝日テレビ   | テレビ朝日系列 | 同時ネット |
| 石川県        | 北陸朝日放送     | テレビ朝日系列 | 同時ネット |
| 中京広域圏    | 名古屋テレビ     | テレビ朝日系列 | 同時ネット |
| 近畿広域圏    | 朝日放送         | テレビ朝日系列 | 同時ネット |
| 島根県 鳥取県 | 山陰放送         | TBS系列        | 遅れネット |
| 広島県        | 広島ホームテレビ | テレビ朝日系列 | 同時ネット |
| 山口県        | 山口朝日放送     | テレビ朝日系列 | 同時ネット |
| 香川県 岡山県 | 瀬戸内海放送     | テレビ朝日系列 | 同時ネット |
| 愛媛県        | 愛媛朝日テレビ   | テレビ朝日系列 | 同時ネット |
| 福岡県        | 九州朝日放送     | テレビ朝日系列 | 同時ネット |
| 長崎県        | 長崎文化放送     | テレビ朝日系列 | 同時ネット |
| 熊本県        | 熊本朝日放送     | テレビ朝日系列 | 同時ネット |
| 大分県        | 大分朝日放送     | テレビ朝日系列 | 同時ネット |
| 鹿児島県      | 鹿児島放送       | テレビ朝日系列 | 同時ネット |
| 沖縄県        | 琉球朝日放送     | テレビ朝日系列 | 同時ネット |

## スタッフ
最終回時点（2002年3月16日放送分）
- ナレーション：きたろう、大森章督、大神いずみ
- 監修・構成：小山薫堂
- 構成：武田浩、すずきB、とちぼり元、YAS5000、富樫香織、興津豪乃
- 技術：山本信之（テレビ朝日）
- カメラ：二瓶友美（テレビ朝日）
- 音声：深津友裕（テレビ朝日）
- 映像：井上亮（テレビ朝日）
- 照明：佐藤清隆（テレテック）
- ロケカメラ：植田和彦
- ロケ音声：知脇良平
- 美術：北原國彦（テレビ朝日）
- 美術進行：森つねお
- 大道具：田口泰久
- メイク：板谷博美
- スタイリスト：植田雅恵
- 編集：渡辺篤、植木義憲
- オフライン：田中寛人（Wind up）
- MA：安河内隆文
- 音効：柳原英博・堺慶史郎（佳夢音）
- 広報：岩間斉
- TK：丸山和子
- CG：Hana-Dice、安達亨
- 美術協力：テレビ朝日クリエイト
- 技術協力：テイクシステムズ、グランピクチャー、TDKコア
- 映像・資料協力：学研「ムー」、並木伸一郎事務所　ほか
- 制作協力：TVBOX、TVSTATION、メディア・バスターズ、トップシーン
- ブレーン：芳賀正光
- デスク：末吉美紀
- 制作スタッフ：甲斐崎哲也、浅原和博、伴在宏将
- アシスタントプロデューサー：苅田英次（テレビ朝日）
- ディレクター：山川秀樹・甲斐侯一（共にテレビ朝日）、市島晃生、保坂彰史、井熊俊博
- チーフディレクター：馬越崇史（テレビ朝日）
- プロデューサー：山本隆司
- チーフプロデューサー：平城隆司
- 制作著作：テレビ朝日

### 過去のスタッフ
- 構成：高橋洋二（※初期の数回のみ）、クリタヤスシ、吉井たかし、川野将一
- 技術：福元昭彦（テレビ朝日）
- カメラ：熱田大（テレビ朝日）
- 音声：胡桃澤啓司（テレビ朝日）
- 映像：小田切泰道（テレビ朝日）
- 編集：朝野達人
- MA：阿世知貴彦
- CG：トライコムアーツ、ワハハカンパニー
- 技術協力：テレテックメディアパーク
- 制作スタッフ：川畑崇史、佐々木智、依田穣
- デスク：小山有香
- ディレクター：小菅聡之、小澤俊一、稲村健、小林一丈、大槻圭介、竹村光輝
- プロデューサー：吉川昌克

## 備考
朝日放送では、自社制作番組『部長刑事シリーズ』の放送のため、1997年10月の『クイズ!渡る世間は金ばかり?!』から本番組の前番組である『年中夢中コンビニ宴ス』まで、キー局・テレビ朝日制作の土曜19時枠の番組は、キー局より30分先行して18:30から放送されていた。その後、2001年4月の番組改編で『部長刑事シリーズ』が18:30 - 19:00枠に移動したため、テレビ朝日制作の土曜19時枠は、本番組から朝日放送でもキー局同時ネットとなり、また朝日放送の土曜19時台の番組が19時台前半と19時台後半を合わせた形で19時台の大方となる1時間枠のレギュラー番組となるのは1956年12月に開局して以来、初めてとなった。